# Акуловское (Вологодская область)
Акуловское — деревня в Междуреченском районе Вологодской области.
Входит в состав Шейбухтовского сельского поселения, с точки зрения административно-территориального деления — в Шейбухтовский сельсовет.
Расстояние по автодороге до районного центра Шуйского — 18 км, до центра муниципального образования Щейбухты — 3 км. Ближайшие населённые пункты — Марковское, Юсово, Турыбанино, Шейбухта.
По переписи 2002 года население — 5 человек.